# Fantasma Formaggino
Il Fantasma Formaggino è un personaggio immaginario protagonista di una barzelletta infantile popolare in Italia.
È basata su un artificio umoristico estremamente rudimentale, al limite fra il gioco di parole e la pura e semplice rima; la si racconta soprattutto a bambini molto piccoli, nelle prime fasi dello sviluppo delle capacità verbali.
La barzelletta (o più precisamente un suo ipotetico seguito) è stata messa in musica dal gruppo rock Elio e le Storie Tese, che l'hanno rappresentata come un'icona della cultura trash più popolare e fanciullesca.
Il fantasma Formaggino è anche il titolo di un libro per ragazzi.

## Storia
Il fantasma Formaggino e le altre barzellette di questo gruppo circolano almeno dagli anni settanta; è tuttavia difficile, come per tutte le tradizioni popolari, ricostruirne in modo preciso la storia (si può pensare al colore bianco dell'alimento, in comune a quello con cui siamo abituati ad immaginare i fantasmi). Il riferimento al formaggino da spalmare sul pane fa supporre che la barzelletta non sia precedente al secondo dopoguerra. La premessa ("ci sono un italiano, un inglese e un francese...") accomuna questa barzelletta a numerose altre, tutte più sofisticate. 
Nonostante la sua estrema semplicità, la barzelletta potrebbe ricondursi, in senso lato, al filone dell'umorismo surreal-demenziale italiano che ha avuto, tra i massimi esponenti del passato, Domenico di Giovanni, detto il Burchiello (1404-1449), un barbiere fiorentino che aveva trasformato la sua bottega in un ritrovo di artisti i quali si divertivano ad inventare storielle ed aneddoti senza senso e che avevano in comune espressioni italiane in rima. Questo tipo di poesia è passato alla storia con il nome "rimare alla burchia" e ha contribuito alla diffusione, negli strati popolari, di aneddoti e barzellette ai limiti del nonsense.
Viene comunemente tirato in ballo anche quando una persona (spec. un bambino o un ragazzo) manifesta paure ritenute immotivate, ad esempio di porte aperte che conducono a stanze buie o del buio stesso, perché gli si dice ad esempio con aria canzonatoria "Ma di cosa hai paura? Del fantasma formaggino?" come per dire "di cosa hai paura? Di qualcosa di inesistente?" allo scopo di spiegare la mancata ragione della paura.
Si usa a volte anche nel seguente contesto:
Domanda: Chi è stato? (Con tono accusatorio.)
Siccome NON sei o NON siete stati Voi, NON sapete chi è stato ... E NON vi conviene. La risposta sarà: Forse è stato il Fantasma Formaggino / fantasma formaggino.
- In tal caso sono per esempio i bambini ad utilizzare il personaggio immaginario del fantasma formaggino / Fantasma Formaggino.

## La barzelletta
Questo che segue è il testo della barzelletta originale che vede i tre personaggi ritrovarsi in un castello. In altre versioni della stessa si possono ritrovare alcune minimali differenze, come il castello che può diventare un albergo o come la nazionalità dei primi due personaggi che può variare in inglese, francese, tedesca o, più raramente, americana.
Il primo giorno si reca nel castello l'inglese. A mezzanotte appare un fantasma urlando "Uuh... sono il fantasma Formaggino!", e l'inglese scappa terrorizzato.
Il secondo giorno si reca nel castello il francese. A mezzanotte il fantasma entra nella sua stanza urlando "Uuh... sono il fantasma Formaggino!" e il francese scappa ancor più terrorizzato.
La terza notte è il turno dell'italiano. A mezzanotte il fantasma entra e urla "Uuh... sono il fantasma Formaggino!", e l'italiano risponde "Vieni qui che ti spalmo sul panino!"»

## Varianti
Il testo riportato sopra è raccontato con numerose variazioni minori, per esempio relative alla nazionalità dei protagonisti o alle modalità con cui si svolge la sfida (per esempio, se i tre protagonisti vengono visitati dal fantasma la stessa notte, in tre notti successive, eccetera); a volte i due che soccombono vanno incontro a una morte tragicomica. Spesso, come altre barzellette simili, l'italiano è stato sostituito dal napoletano. Esistono poi una serie di varianti che non fanno riferimento al "formaggino", ma raccontano la stessa storia con un fantasma dal nome diverso e di conseguenza una diversa "battuta" dell'italiano; in ogni caso si tratta sempre di un umorismo di tipo estremamente primitivo e infantile. Alcuni esempi sono:
- il "fantasma dagli occhi bianchi" (o "verdi", o con "un occhio nero e uno bianco"), e l'ultima battuta dell'italiano che diventa "se non te ne vai te li faccio diventare neri!" (o "ti faccio diventare nero anche l'altro!")
- il "fantasma con le dita insanguinate" (o "le mani insanguinate", "il dito tagliato"), e la battuta dell'italiano "vieni qua che ho portato i cerotti", "in bagno ci sono i cerotti"
- il "fantasma dalle 7 mutande", e l'italiano che risponde "allora dammene un paio, che mi sono scordato a casa quelle di ricambio" (o "allora dammene un paio, che me la sono fatta addosso!")
- il "fantasma Sanguinello", e l'italiano che risponde "vuoi un cerottino?" oppure "ti uso per la spremuta"

Queste versioni appaiono essenzialmente copie della vicenda del fantasma Formaggino, ma appaiono più deboli e in genere non hanno neppure la rima, per cui sono probabilmente derivate.

## La canzone degliElio e le Storie Tese
L'ultimo brano dell'album del 1992 Italyan, Rum Casusu Çikti di Elio e le Storie Tese, La vendetta del fantasma Formaggino, narra l'ipotetico seguito della vicenda (la barzelletta originale è raccontata nell'album dalla voce di Claudio Bisio).
Nella canzone, il protagonista Elio si trova "nel mondo delle barzellette" e incontra i perdenti (l'inglese e il francese) che lo costringono a fingersi "il fantasma del fantasma Formaggino" per beffare l'italiano. Non riuscendo a spalmare sul panino Elio, l'italiano invoca il dio della barzelletta (interpretato da Diego Abatantuono), che punisce Elio per aver  modificato il finale della barzelletta e lo condanna a morire come il fantasma Formaggino, ma soffrendo di più (ossia spalmato su un panone con un coltellino, che allunga i tempi della "esecuzione").
La canzone, della lunghezza di più di 8 minuti, presenta omaggi a Andavo a cento all'ora, Sei forte papà, Un mondo d'amore, Miguel son mi (El merendero), I' te vurria vasà, Terra promessa e This Jesus Must Die da Jesus Christ Superstar.
Nel finale della canzone è anche nascosta l'introduzione di pianoforte e voce della canzone Servi della gleba, velocizzata fino a renderla irriconoscibile.